# 卡姆揚斯凱 (瓦西里夫卡區)
卡姆揚斯凱（羅馬化：Kamianske），亦译为卡缅斯科耶，是烏克蘭東南部扎波羅熱州瓦西里夫卡區瓦西里夫卡市镇的村莊。該村處於揚切克拉克河畔，距離洛布科韋1.5公里，面積62.23平方公里，海拔高度30米，2001年人口2,639。

## 歷史
1790年代，來自赫爾松省的居民在前哥薩克冬季定居地上建立一個村落，並以揚切克拉克河將該村命名為揚切克拉克。
1866年，村内人口增至約2,020人。第一次世界大戰前夕，村内有635座屋舍及4,778名居民。
據烏克蘭國家記憶研究所統計，揚切克拉克村至少有371人在1932至1933年的烏克蘭大饑荒中喪生。 
1945年，揚切克拉克被更名爲卡姆揚斯凱。
2015年3月13日，隨著烏克蘭去共產主義化，村内一座弗拉基米爾·列寧紀念碑被拆除。

### 2022年俄羅斯入侵烏克蘭
2022年2月24日，俄羅斯入侵烏克蘭，並在數日後控制了卡姆揚斯凱南部，該村成爲俄烏雙方交換戰俘地點之一。3月16日，梅利托波爾市長伊萬·費多羅夫在此被俄軍釋放。約同年5月, 俄烏雙方開始在卡姆揚斯凱挖掘戰壕。
2023年9月4日，烏軍成功在卡姆揚斯凱南部奪取部分陣地。據烏克蘭媒體報道，該村約八成地區處於烏軍控制。